# گرهارد دیتریش
گرهارد دیتریش (آلمانی: Gerhard Dietrich؛ ۱۲ مهٔ ۱۹۴۲ – ۹ مارس ۲۰۲۴) ژیمناست هنری اهل آلمان بود.